# Petra Krümpfer

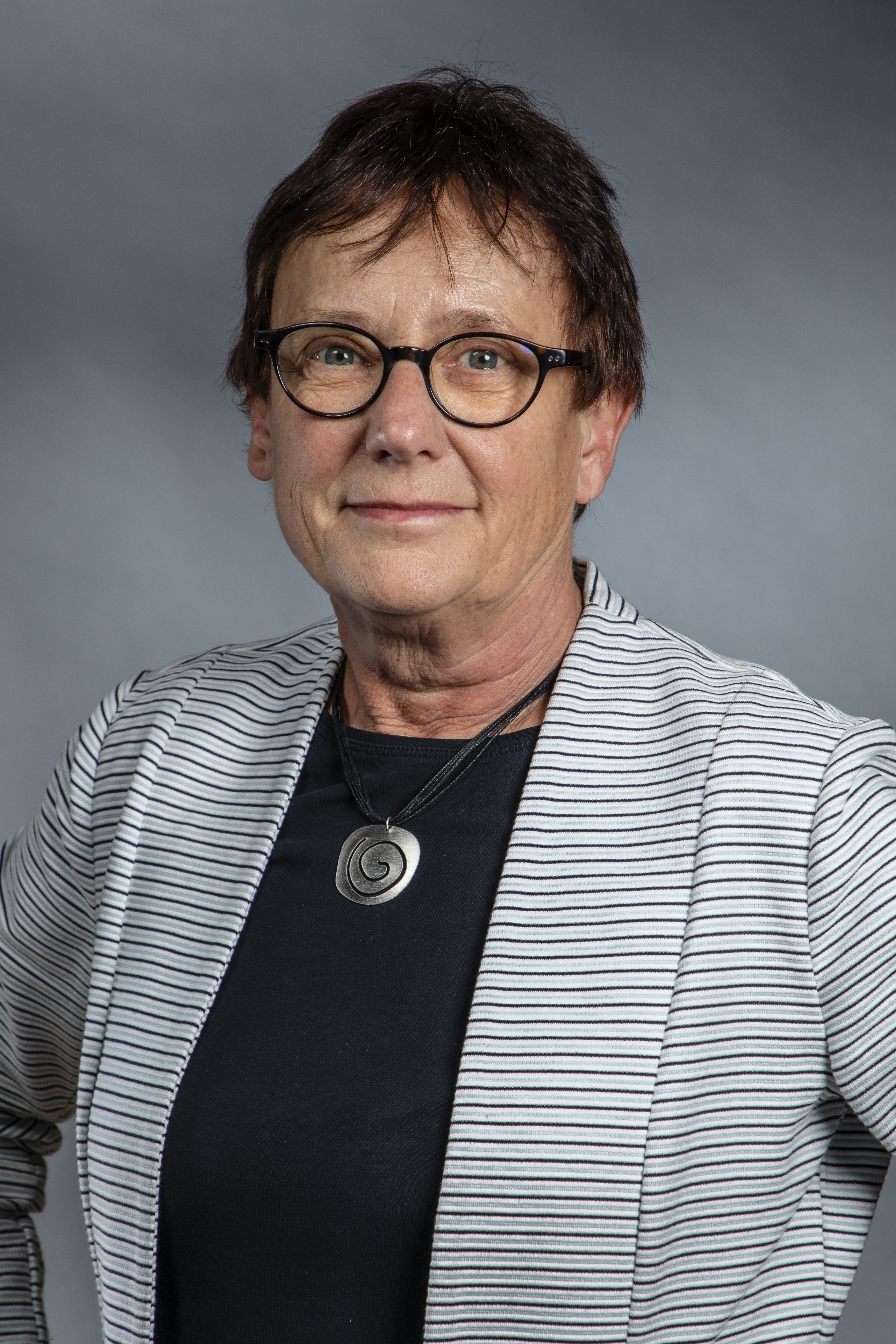
Petra Krümpfer (2019)

 Petra Krümpfer (* 14. April 1959 in Bremen) ist eine deutsche Politikerin (SPD). Sie war von 2007 bis 2023 Mitglied der Bremischen Bürgerschaft.

## Biografie
Krümpfer absolvierte eine Berufsfachschule mit dem Abschluss der Mittleren Reife. Im Anschluss besuchte sie die Fachoberschule für Sozialpädagogik und Sozialökonomie in Findorff zur Erlangung der Fachhochschulreife. Danach studierte sie an der Hochschule Bremen und erwarb den akademischen Grad einer Diplom-Sozialpädagogin. Sie arbeitete in ihrem Beruf von Oktober 1983 bis August 1992 beim Verein Nachbarschaftshaus Bremen e. V. Danach war sie bis Juni 1995 als stellvertretende Kindertagesstätten-Leiterin in einer Arbeiterwohlfahrt-Einrichtung (AWO) tätig. Seit dem 1. Juli 1995 ist sie Leiterin des AWO-Kinderhauses Annemarie Mevissen. 
Sie ist ledig, hat zwei Kinder und wohnt in Gröpelingen.

### Politik
Krümpfer trat 1979 in die SPD ein und ist für ihre Partei seit 2004 zunächst stellvertretende Vorsitzende, seit 2010 Vorsitzende im SPD-Ortsverein Gröpelingen. Zudem war sie seit März 2006 als Schriftführerin Mitglied im geschäftsführenden Landesvorstand der SPD Bremen und war von 2008 bis 2016 Schatzmeisterin der SPD Bremen. Seit 2016 ist sie Mitglied im Landesvorstand der SPD. Kommunalpolitisch war sie von 1999 bis 2007 Mitglied im Beirat Gröpelingen, dabei Sprecherin des Ausschusses Bildung, Kultur und Sport. 
Krümpfer war von der Wahl 2007 bis 2023 Mitglied in der Bremischen Bürgerschaft. Sie war Fraktionssprecherin für den Bereich Kinder und Jugend.

Dort war sie vertreten im
Jugendhilfeausschuss,
Landesjugendhilfeausschuss,
städtischen Deputation für Kinder und Bildung sowie Soziales, Jugend und Integration.

### Weitere Mitgliedschaften
- Mitglied der Arbeiterwohlfahrt (AWO) Bremen
- Stellvertretende Vorsitzende im Nachbarschaftshaus Bremen e.V.
- Beisitzerin der FamOs e. V.

## Ehrungen
- Bundesverdienstkreuz am Bande (4. Oktober 2005)[1]